# Лемпарт, Марта
Марта Мирослава Лемпарт (пол. Marta Mirosława Lempart, род.1979) — польская активистка, которая выступает за права женщин и основательница Всепольской женской забастовки.

## Биография
Марта Лемпарт родилась в 1979 году в Львувек-Слёнски, Польша. Училась на адвоката.
Лемпарт имела небольшую роль в Министерстве труда и социальной политики Польши во время власти Гражданской платформы, в течение которой она работала над улучшением прав инвалидов в стране. Затем она работала в сфере развития недвижимости.
После прихода к власти консервативной партии Права и справедливости в 2015 году, Лемпарт начала работать с Комитетом по защите демократии, проевропейской НГО.

## Активизм

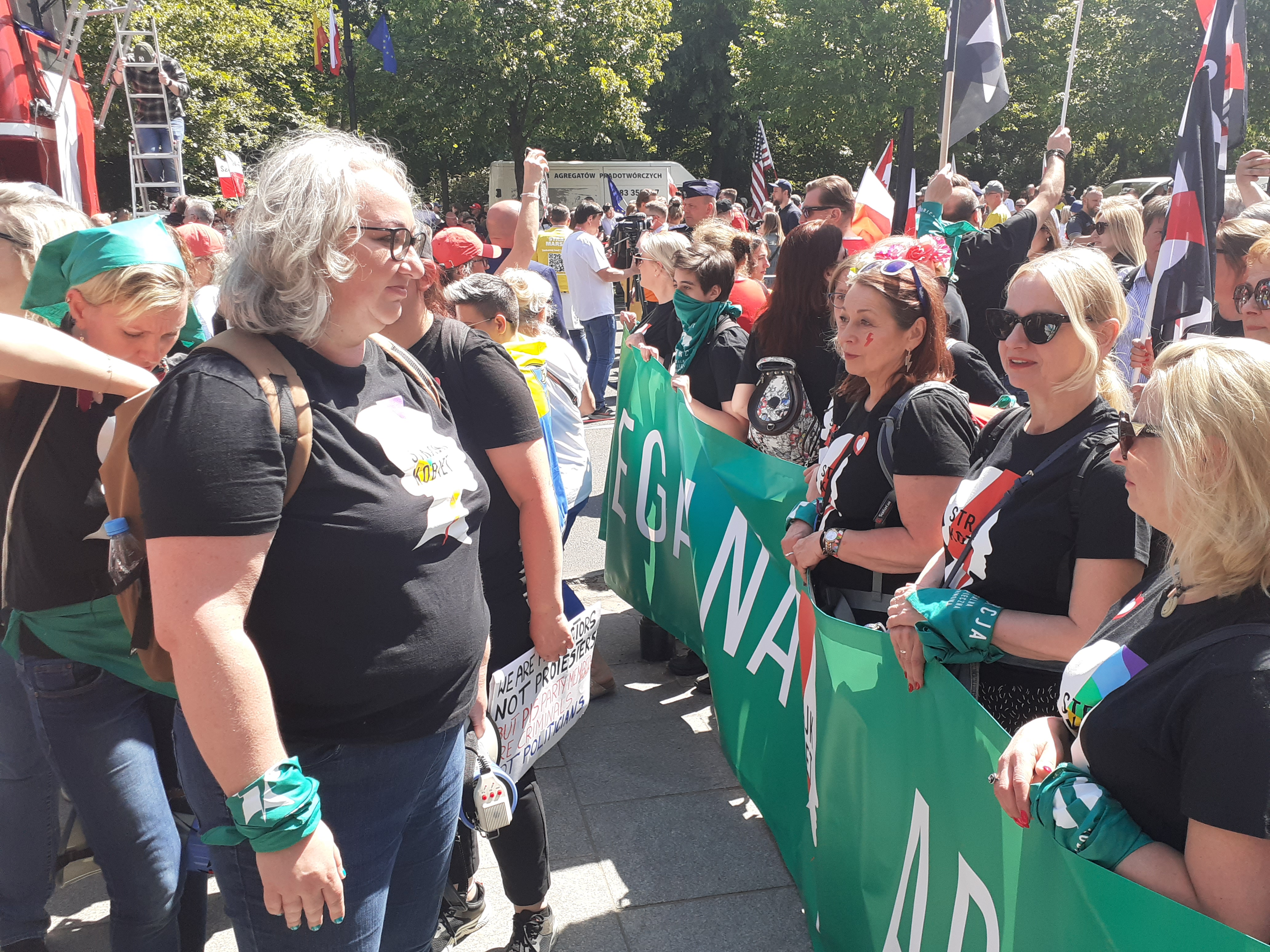
Марта Лемпарт (2023).

Лемпарт выступает за феминизм и секуляризм.
В 2016 году она стала соучедительницей Всепольской женской забастовки, социального движения в поддержку прав женщин, во время подготовки к черным протестам. Среди целей группы, более простой доступ к абортам, укрепление прав женщин и прав ЛГБТ, разделение церкви и государства, а также улучшение здравоохранения.
Лемпарт баллотировалась в местное правительство в Вроцлаве в 2018 году, но она не получила места. Она также безуспешно баллотировалась в Европейский парламент в следующем году.
Её арестовывали в разное время на протяжении всех лет её активизма, а также обвиняли в десятках преступлений. В феврале 2021 года польское правительство обвинило Лемпарт в криминальных преступлениях в связи с её ролью в женских протестах и критикой католической церкви. Она описывала это как форму политического давления на её движение. Ей также угрожали смертью, что заставляло её прятаться в доме.

## Личная жизнь
Лемпарт лесбиянка. Её партнерша, Наталья Пансевич, также участвует в феминистском активизме.